# Ножницы

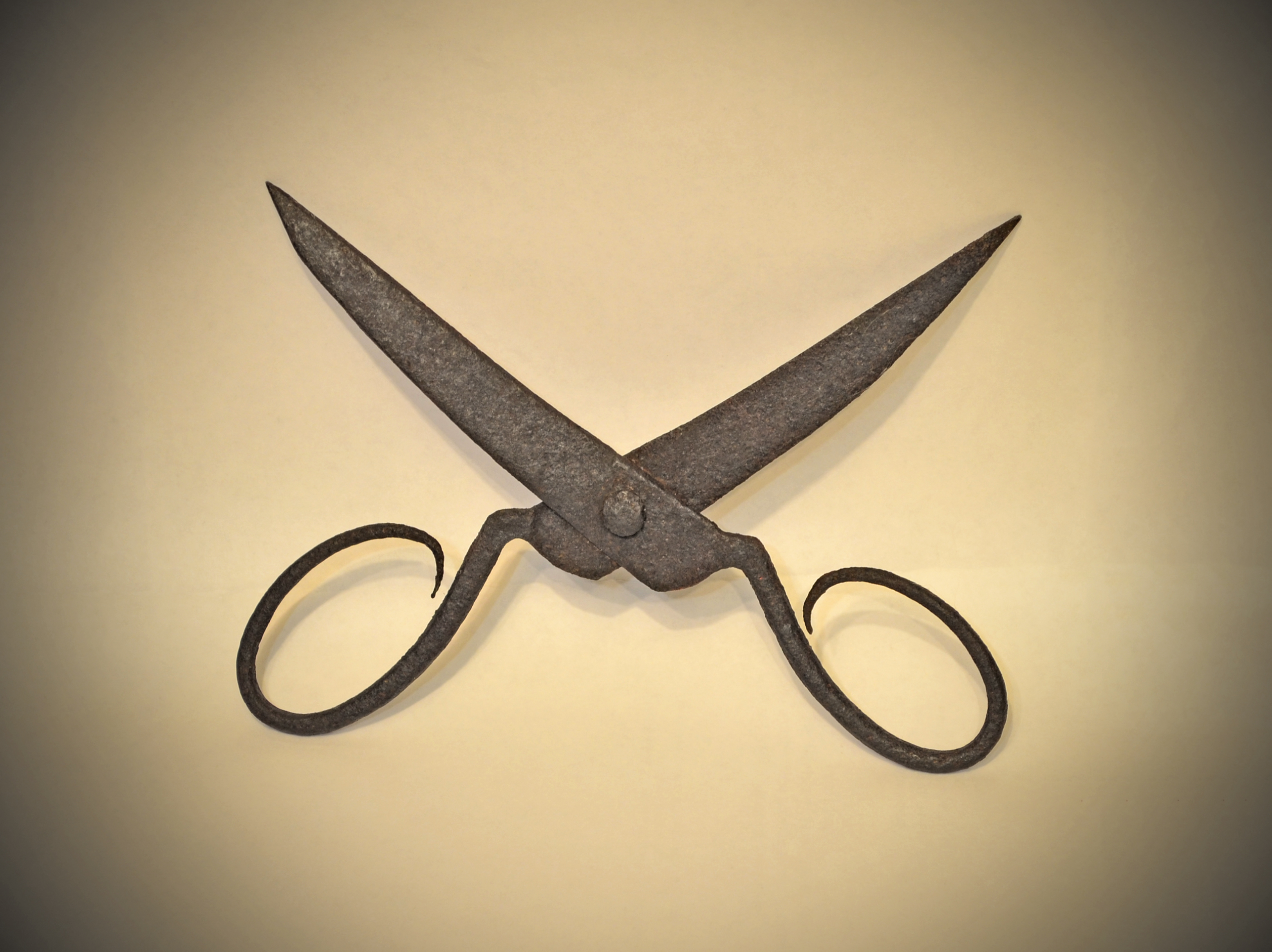
Ножницы шарнирные кованые. Россия, XIX век

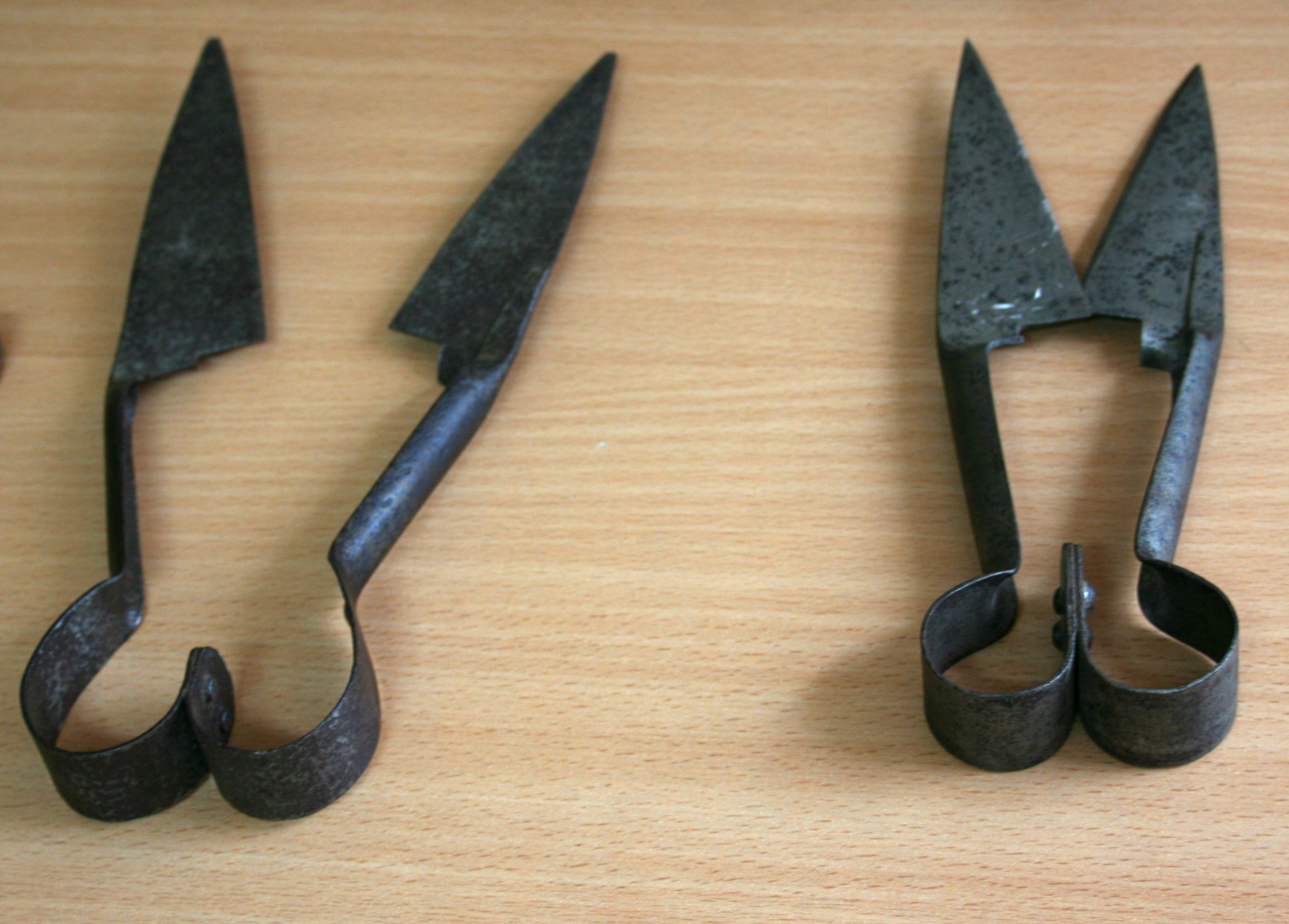
Ножницы пружинные

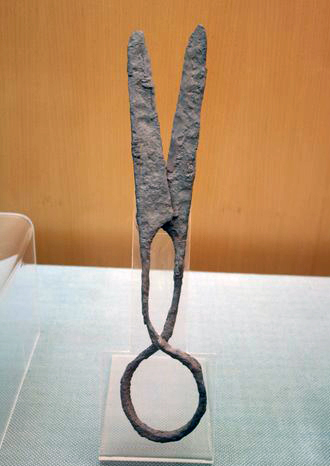
Ножницы пружинные времён династии Хань (206 до н. э. — 220 н. э.)

Но́жницы — инструмент для разрезания относительно тонких материалов. Ножницы состоят из двух лезвий, сходящихся под углом и соединённых пружиной или шарниром.

## История

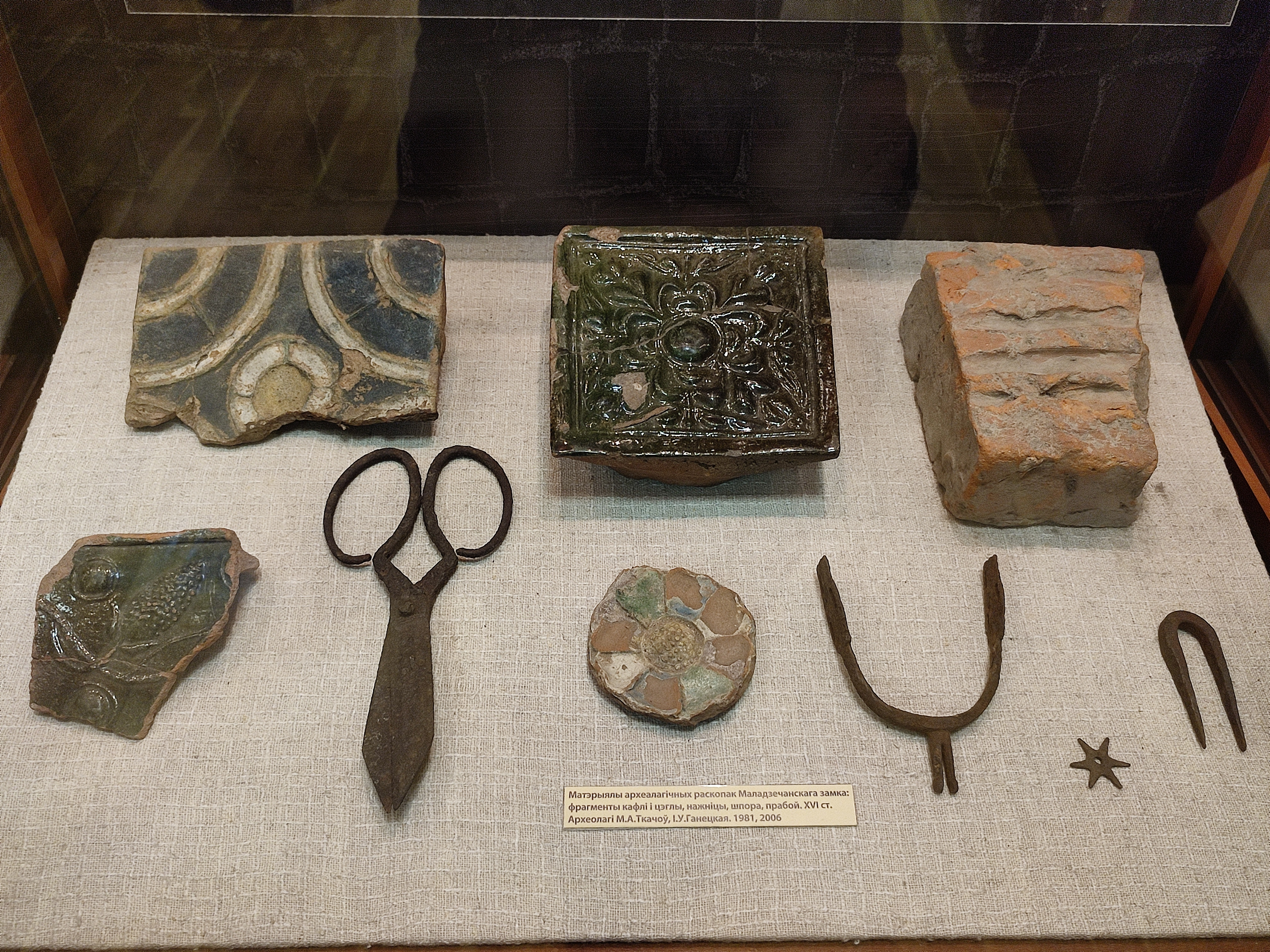
Старинные ножницы, найденные на раскопках Молодечненского замка, XVI век. Археолог М. А. Ткачёв, 1981 год. Минский областной краеведческий музей

Самые древние ножницы, найденные археологами на современной территории Древнего Рима, имеют возраст 3—4 тысячи лет. Были предназначены для стрижки овец и больше были похожи на небольшой пинцет с двумя тупыми лезвиями на обоих концах. Конструкция просуществовала более двух тысяч лет без принципиальных изменений. Рычаг в ножницах стали использовать около тысячи лет назад.
Изобретение ножниц современной конструкции с шарниром между лезвиями и ручками приписывают Леонардо да Винчи. Однако неоднократно были найдены и более ранние образцы подобных ножниц. Чтобы уменьшить усилие, прилагаемое для разрезания материала, в ножницах используют принцип рычага.

## Виды
- Канцелярские — для бумаги
- Карманные — небольшие ножницы со скруглёнными концами лезвий[2]
- Кухонные
  - Для разделки птицы[2]
- Маникюрные — для срезания верхней части ногтя, закруглённые — для срезания кутикулы
- Медицинские
  - Хирургические
  - Ножницы Эсмарха — для разрезания повязок
- Для стрижки овечьей шерсти[2]
- Парикмахерские — для обрезания концов волос, чёлки, изменения причёски
  - Прямые

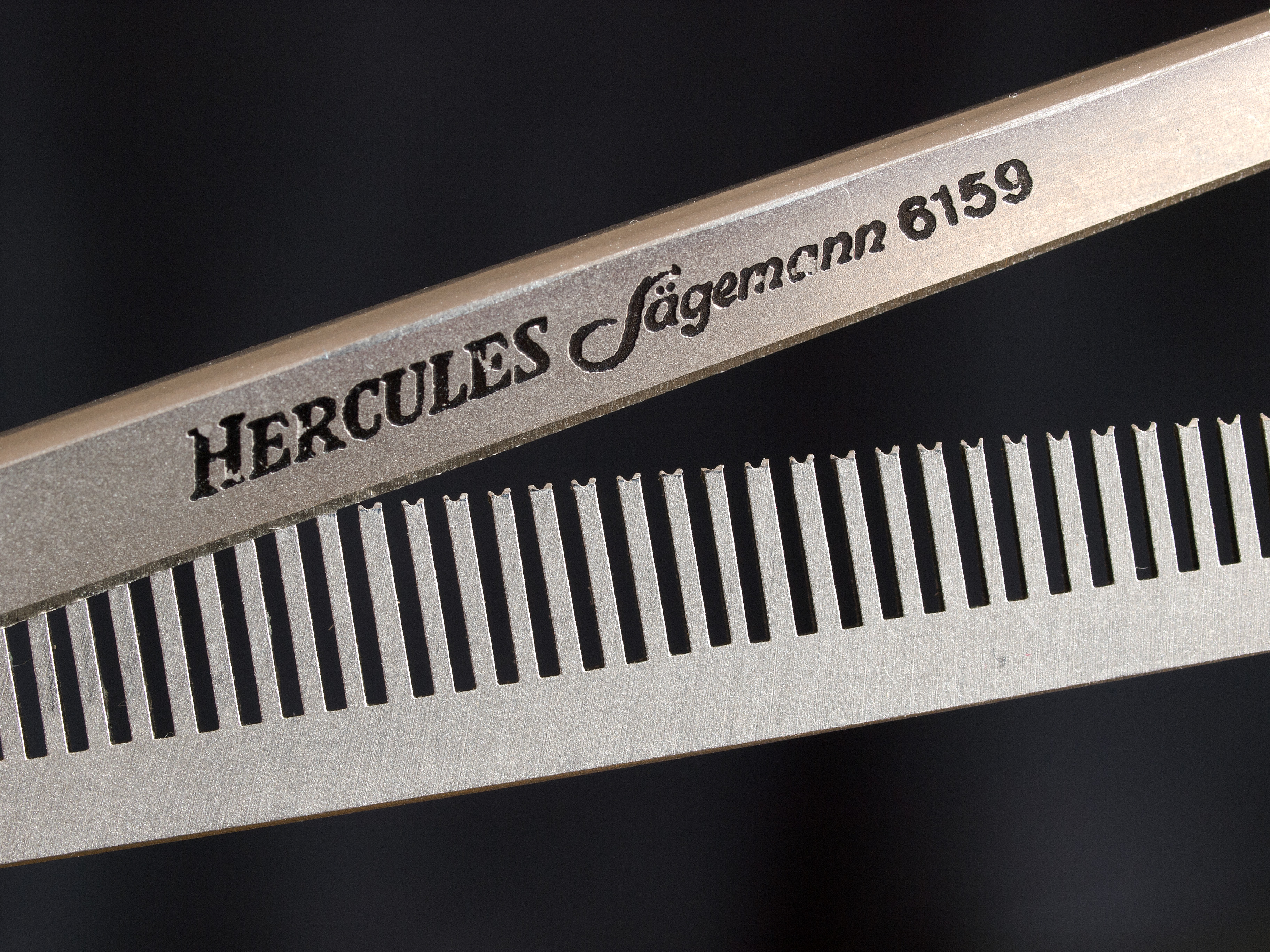
Лезвия филировочных ножниц

- Филировочные — это специальные ножницы, с помощью которых парикмахер прореживает волосы. Если кончики волос проредить по всей голове — причёска приобретает более естественный вид и её контур смягчается. Филировочные ножницы, так же, как и обычные, имеют одну пару лезвий, однако одно из лезвий обладает равноудалёнными прорезями
  - Флажковые
- Петельные — для прорезания одёжных петель[2]
- Портновские (закройные[2]) — для тканей
- Промышленные — например, для разрезания жести или кабеля
  - Ножницы по металлу — инструмент для нарезки алюминия, стали, металлического профиля и других видов металла[3]. Бывают левого и правого резов
- Пяличные — для использования при вышивке на пяльце [2]
- Садовые — для обрезки растений
  - Бордюрные — для стрижки травы и цветов[2]
  - Шпалерные — для подрезки декоративных кустарников и живых изгородей[2]
- Хозяйственные (бытовые)[2]. Неспециализированные — ими обычно режут бумагу и ткани

Гидравлические ножницы широко используют спасатели, например, для извлечения пострадавших из автомобиля после ДТП.

## Галерея

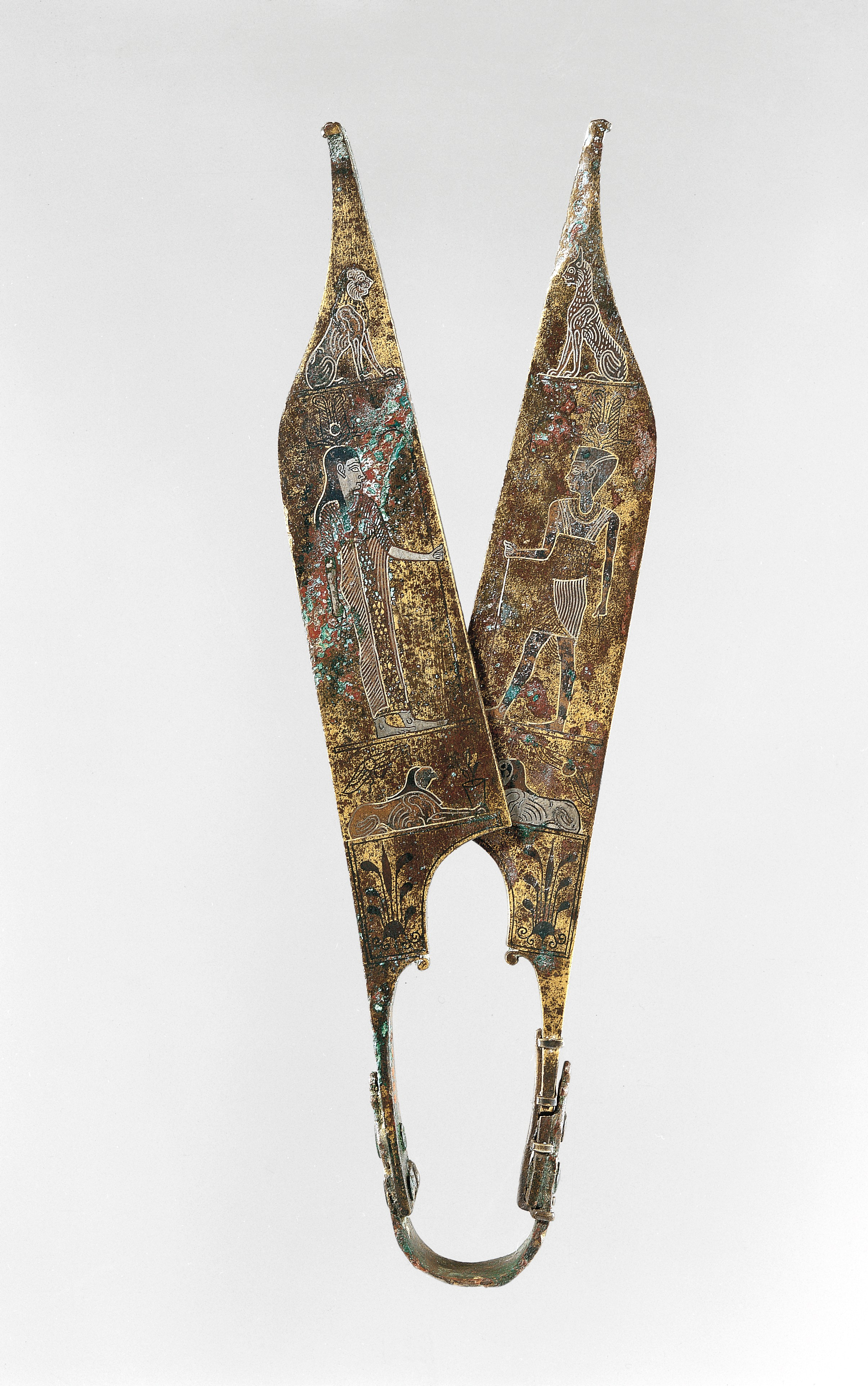
Считается, что эти ножницы датируются II веком н. э. и происходят из римского поселения в Трабзоне, Турция
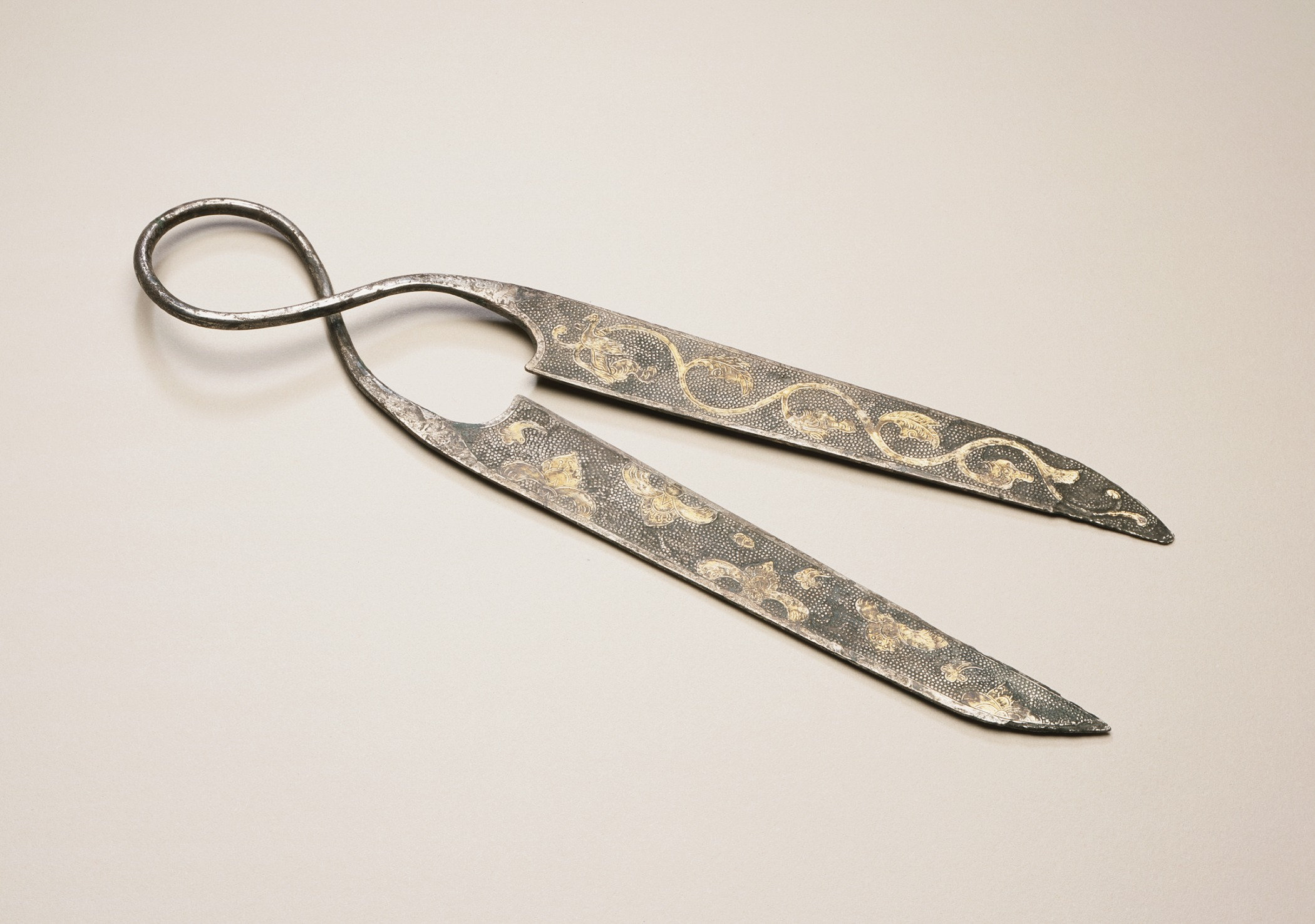
Китайские ножницы, ранняя середина династии Тан
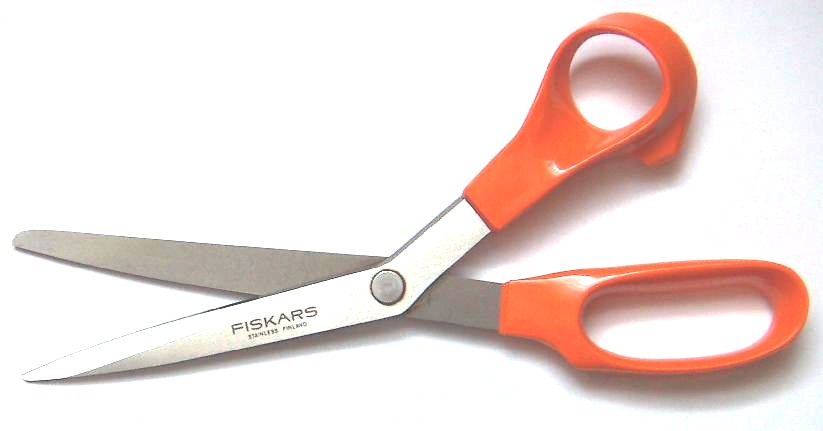
Бытовые
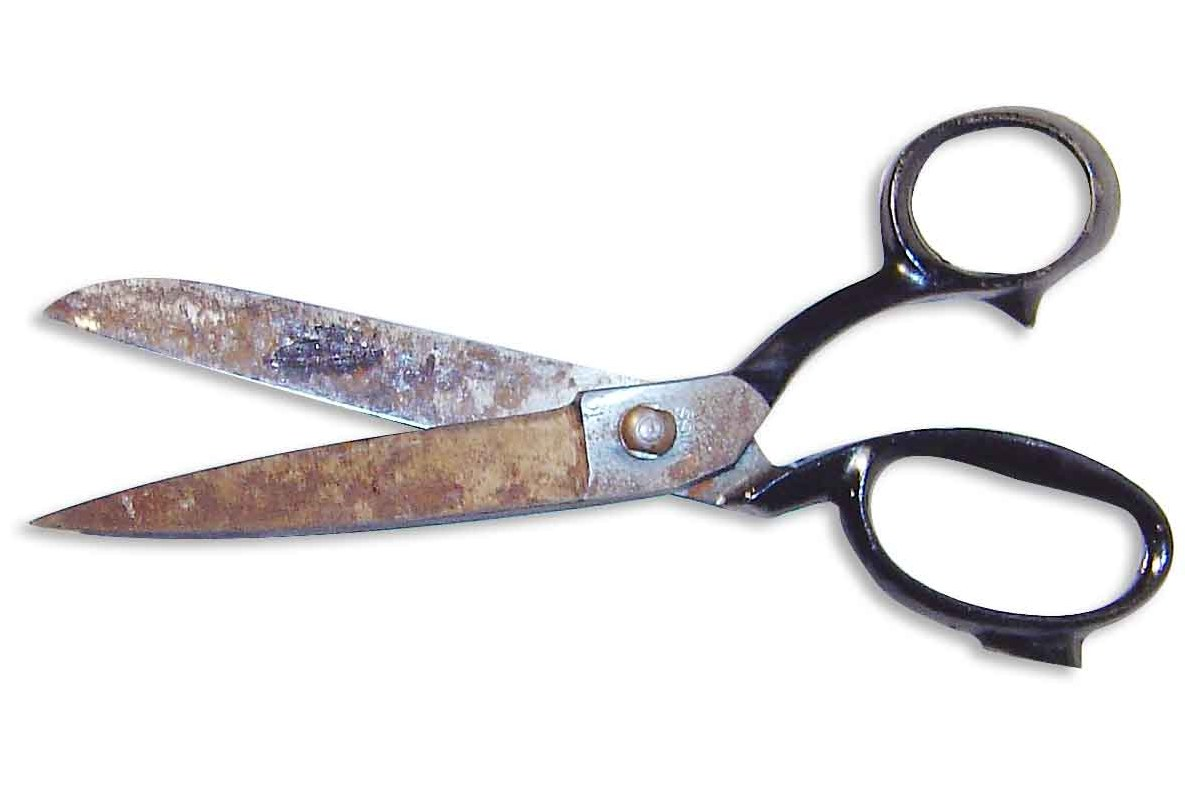
Закройные
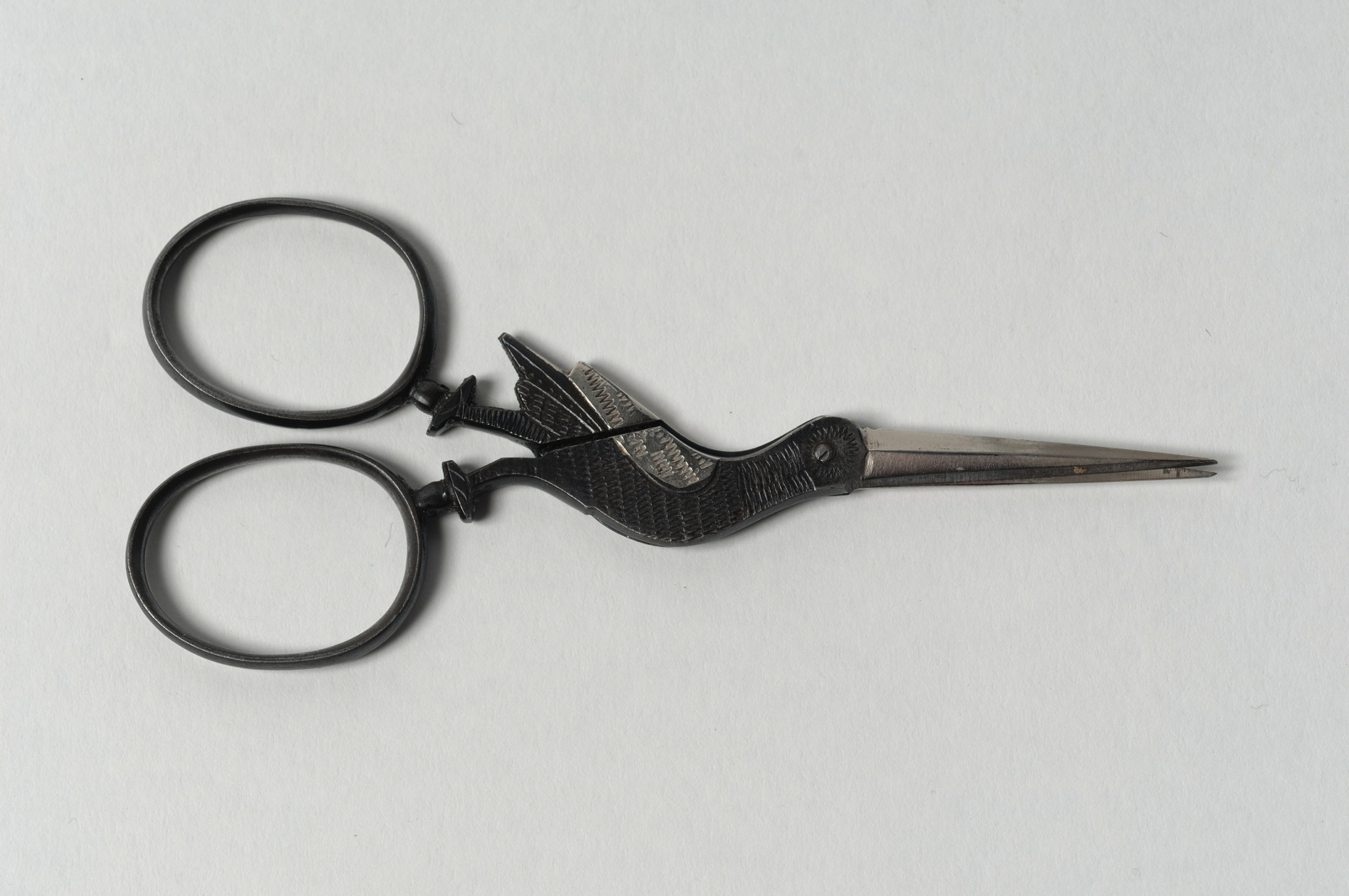
Пяличные
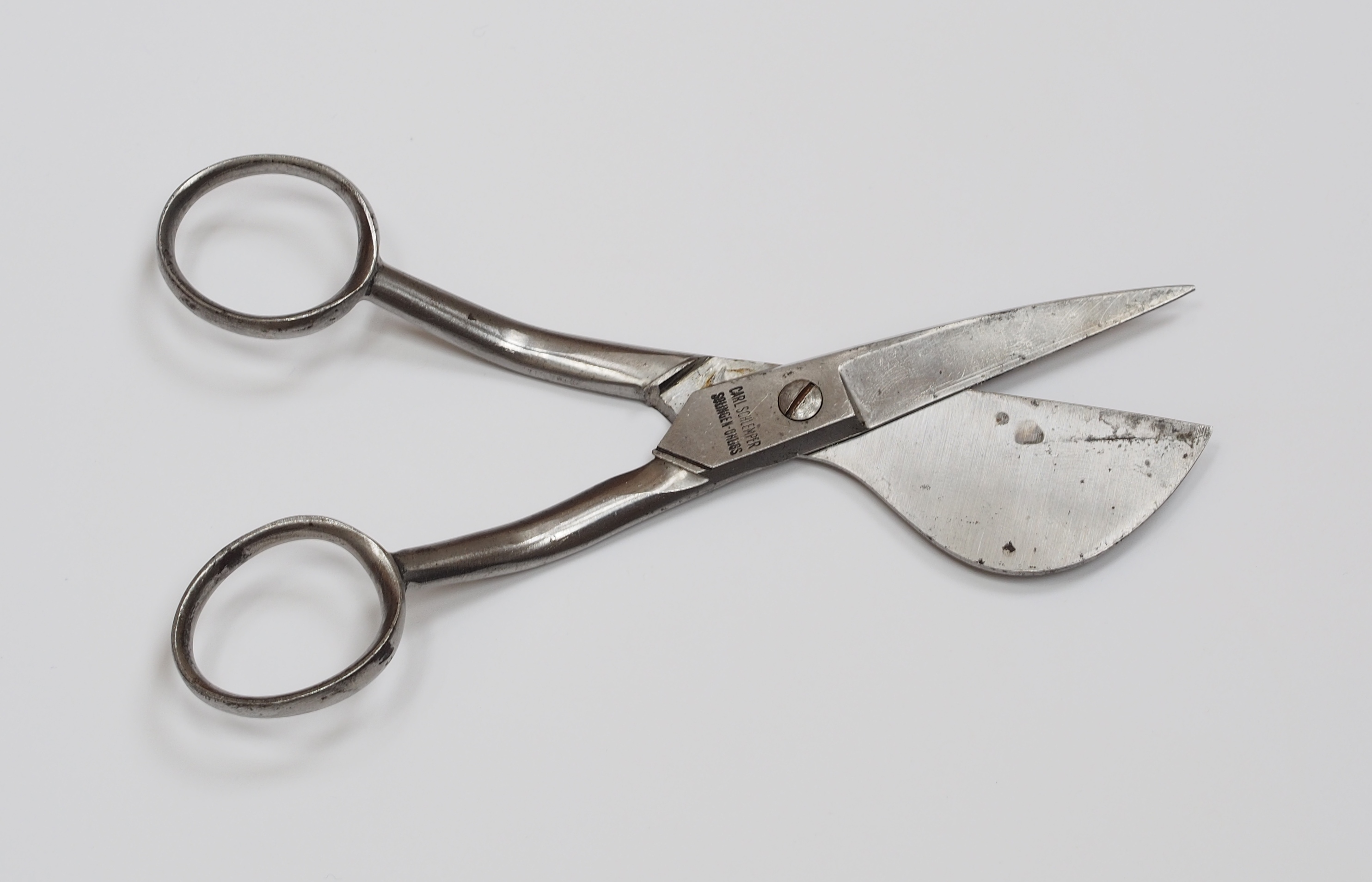
Для резки ковров
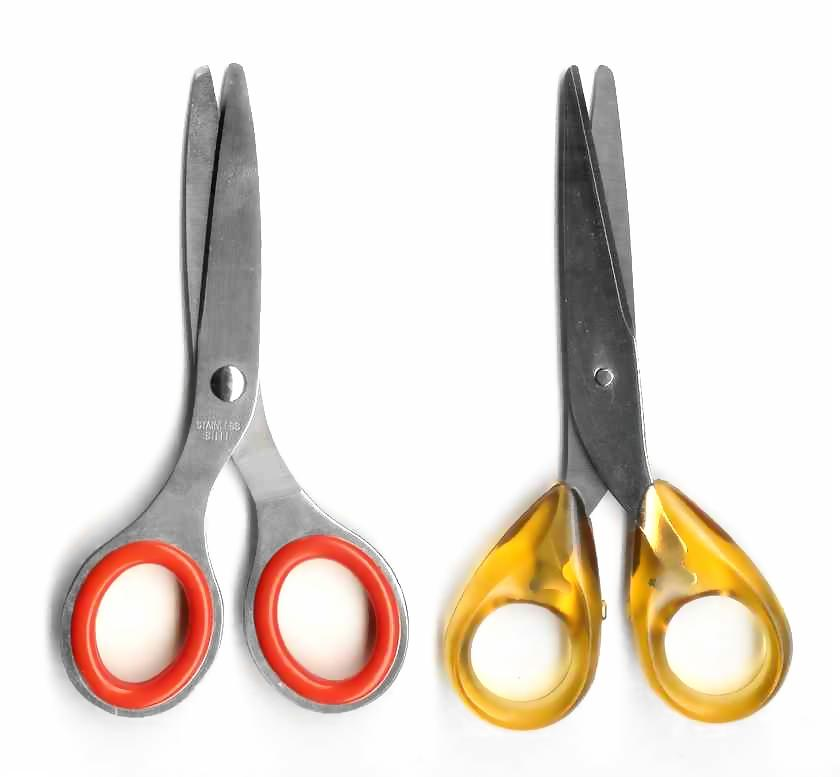
Ножницы для левшей и правшей
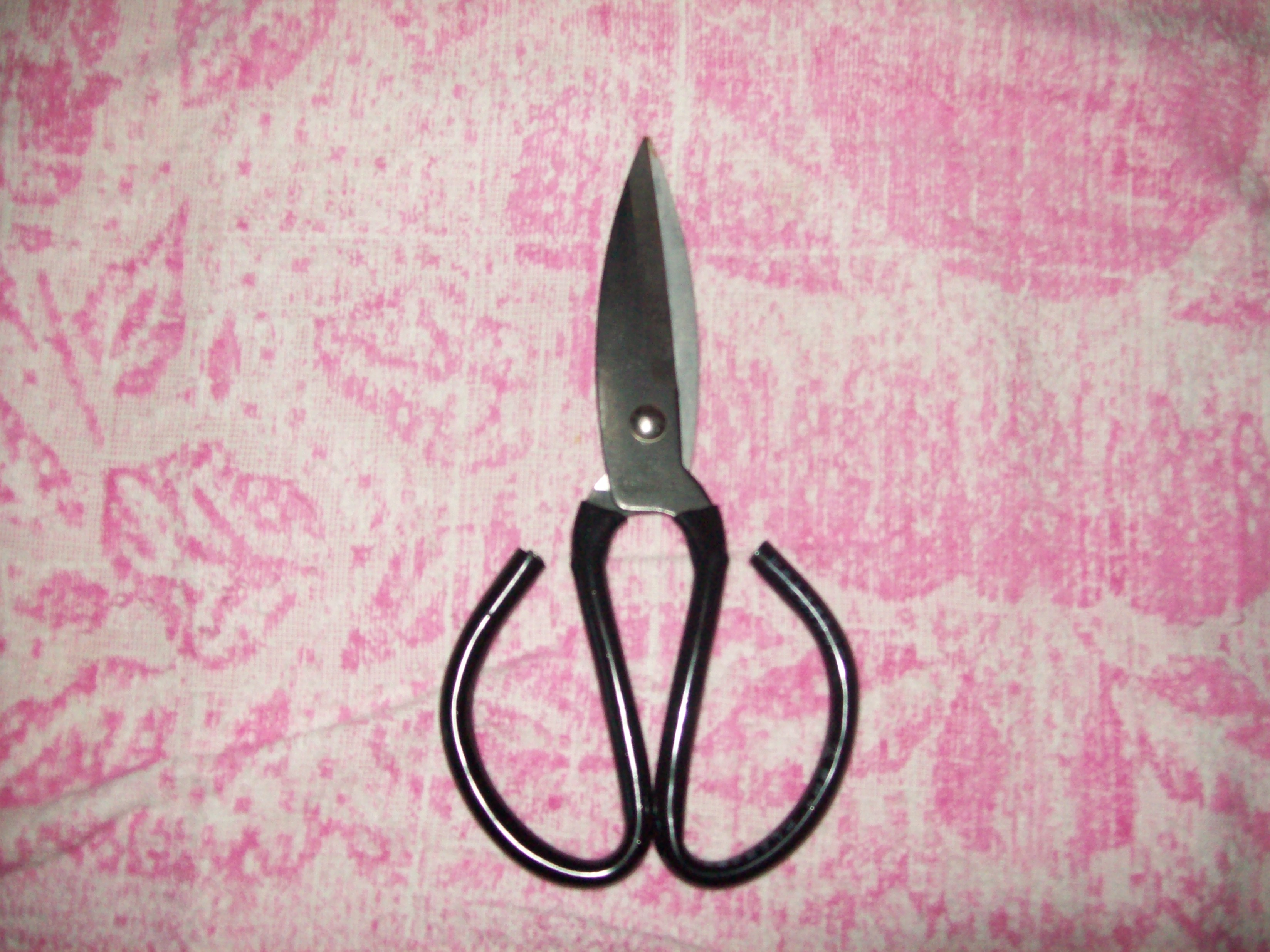
Закрытые ножницы[неизвестный термин]